# フェイゾン
フェイゾン (Phazon) とは、任天堂のコンピュータゲーム『メトロイドプライムシリーズ』に登場する、架空の放射性物質である。

## 概要
物語の中核に関わる危険な放射性鉱石であり、動植物の遺伝子（DNA）に対して、非常に極端かつ急激な突然変異を誘発する効果を持つ。その名称は、英語で「核分裂反応」を意味する“Nuclear fission”から由来している。
惑星ターロンIVを調査したスペースパイレーツによって初めて発見され、後述の様々な特性から、生体兵器の材料やエネルギー資源として軍事利用されていた。
全てのフェイゾンは宇宙の果てに存在する惑星フェイザを由来として、ここより広まったものである。

## 特性
自然界の物質に浸透して、主に鉱石・液体の状態となり、更に時間の経過に伴い、気化（瘴気）・結晶化する性質を持つ。基本色は水色だが、フェイゾンの濃度に比例して、突然変異の誘発因子レベルも強くなり、濃度が高まると赤もしくは黒に変色する。
フェイゾンに耐性を持たない生命体は、接触や被曝しただけで死亡するが、フェイゾンを照射・注入された生命体がその毒性に耐えた場合、筋肉や質量の増幅・特殊能力の強化や発現・形態変化など、遺伝子レベルで急速に突然変異を生じて強靭に進化する。しかし過激な変異現象の過程で内部組織が退化してしまう事例もあり、身体や脳の委縮・寿命の低下など、非常に不安定な性質も持つ種が多い。
また知能を持つ生命体が被曝した場合は、「フェイゾン病」と呼ばれる攻撃性の増幅や知能の低下などのように異常で破壊的な精神障害を引き起こす場合もある。これは治療法が未確立なため、被爆に対して注意を払い、長期被曝を防ぐ以外に対処法は存在しない。
フェイゾン汚染は基本的に有機生命体を中心に発症するが、有機的な生体コンピュータが汚染された場合に限りコンピュータウイルスの形で機能障害が生じた事例も存在しており、『プライム3』に登場する有機コンピュータシリーズ・オーロラユニットの機能障害がこれに該当する。精神感応通信（テレパシー）を使用したリンクシステムが仇となり、スペースパイレーツに奪取されたオーロラユニット313のフェイゾン汚染・洗脳（クラッキング）を通じて、他のオーロラユニットにも影響を及ぼして銀河連邦のネットワークが一部ダウンしてしまう結果となった。そのリンクを通じた惑星エリシアの無機的な機械生命体・エリシアンもネットワークを通じて感染したが、ダークサムス自らが汚染・洗脳を仕掛けたエリシアンも存在した事から、機械であっても少なからず影響は出る模様である。

### エネルギー資源
フェイゾンを純粋なエネルギー資源とした場合、サムスのスターシップや銀河連邦軍の戦艦等に使用されているブリオジェルよりも優れた強力なエネルギー源である。
またフェイゾンエネルギーをベースとした攻撃は、それ以外の攻撃に高い耐性を持つフェイゾン生命体に対しても、非常に有効な攻撃手段となる。
銀河連邦軍は惑星エーテルから回収したフェイゾン鉱石と押収したパイレーツの研究資料を利用する事で、一時的に兵士のアーマースーツの外骨格と武器体系を強化可能なフェイゾン強化装置=PEDの開発に成功している。
フェイゾン鉱石は互いのエネルギーを介して結合する特性を持つため非常に防御力・耐衝撃性に優れており、スペースパイレーツが装甲として加工したフェイザイトもまた極めて強度が高い。
一方でその分子構造上、特定の高周波エネルギーがすり抜けてしまう事（ノバビーム）や、鉱石の結合剤となる高濃度のフェイゾン放射線を容易に熱源探知（サーモバイザー）されてしまう等、欠点も挙げられる。

### ハイパーモード
サムスのスーツが対応している特殊機能。メトロイドプライムが他のメトロイドを生み出す際の副産物である液体フェイゾンをアームキャノンに融合させ、フェイゾンエネルギーそのものをビームとして発射出来る状態。
威力は桁違いで、当時最高の攻撃力を持つアイスビームさえ受け付けなかったメトロイドプライムにダメージを与えている。
しかし液体のフェイゾン溜まりが無ければ使用出来ず、スーツにフェイゾンが浸透した状態（フェイゾンスーツ）だったために出来た偶然の産物であった。
プライム3ではフェイゾンの研究が進んだ事で開発されたPEDを装備したサムスや銀河連邦兵士がハイパーモードを任意で使用出来るようになった。
こちらのハイパーモードはアームキャノンのみならず、スーツの防御力や一部の装備も大きく強化される。
また、洗脳されたパイレーツは自身を汚染しているフェイゾンを活性化させ、同じくハイパーモードを発動してくる。

### フェイゾン生命体
フェイゾンは、ある種の生物学的な特性も確認されており、フェイゾン汚染した生命体が体内でフェイゾンを生成・増殖する自己再生（増殖）能力が、これに該当する（なお、これによって新たに生み出されたフェイゾンは、親ともいえるフェイゾンやフェイゾン生命体が完全に撃破されると同時に連鎖爆発を起こし消滅する）。また、フェイゾン変異した生命体の間に特定の協調性が生じたり、フェイゾンの集合体が一つの生命体として振舞う事があるなど、一部のフェイゾンには少なからず知性や意識が存在している。作中でフェイゾンの集合体は「フェイゾン生命体」と呼称されており、下記に、その代表例を記載する。
メトロイドプライム
フェイゾンエネルギーのみで構成された、フェイゾン生命体。詳しくはメトロイド#メトロイドプライム、及びダークサムスの項目を参照。
『プライム3』のダークサムスが放つフェイゾンは、従来のフェイゾンとは異なりダークサムス自身の意思を持つ分身体の性質があり、完全汚染した相手を意図的に生かし続けて、その精神を支配する事が可能となっている。
サーダス
フェイゾン鉱石化した岩石で構成された無機生命体。意思を持ったフェイゾンエネルギーのコアを中心に、結合したフェイゾン鉱石が人型の様な巨大集合体として機能している。
フェイゾン鉱石を全て破壊されない限り死ぬ事はなく、フェイゾン放射線によるジャミング作用のため自動捕捉が不可能となっており、特別な対応策が無い限りは事実上無敵である。巨体を活かした強烈な突進や、フェイゾン鉱石を操り飛ばしたり、冷凍波を放ち敵を凍結させたり、巻き起こした吹雪で視界を遮る事も出来る。
スペースパイレーツのフェイゾン無生物実験『プロジェクト・タイタン』によって人工的に誕生したフェイゾン生命体の実験体であり、当初は兵器転用に伴い、調教訓練計画が実施されていたが、非常に凶暴な性質を持っていたため基地の隔離エリアに厳重に安置されていた。後に力ずくでの服従が適切と判断され、弱点のフェイゾン鉱石の接合部を感知可能なサーモバイザーが開発されたが、サムスに試作品を奪取された挙げ句、撃破されてしまった。
なお、鉱石以外にも他の自然物質を使用した無生物実験も検討されていたが、作中では未登場。
リバイアサン(シードコア)
惑星フェイザ固有の、隕石の様な巨大フェイゾン生命体。超長距離間を結ぶワームホールを展開する能力を所持しており、宇宙に放たれてワープ航行により短時間で別の銀河系に到達し他の惑星に隕石として衝突後フェイゾン汚染を拡大する役目を持つ。
高濃度のフェイゾンを吸収して急速に成長するが、成体になるまで100年（どの惑星の換算基準は不明）の歳月を必要とする。幼生体の段階では外殻強度や摂取したフェイゾンを安定化する能力が未発達のため、幼生は自身の生命と精神リンクした堅固な有機構造体の保護器官内部で成長する。
リバイアサンの1体は、ダークサムスの命令を受けたスペースパイレーツによって、頭蓋内部をくり貫いて人工頭脳や指令用コンソールなどの艦橋設備が植え付けられ、一団の旗艦となる「生ける巨大戦艦」に改造された。
フェイザレット
液状フェイゾンが過度の凝縮を経て内部コアが形成された事で、知覚と変形能力を獲得した半液状のフェイゾン生命体。後述のイング種族・イングレットに姿・性質が酷似しているなど、後述するダークエネルギーとの関連性が強い。
またフェイゾンリキッドと呼ばれる、微弱な知覚のみを得た近縁種も存在している。こちらは移動するごとに身体の一部分が蒸発してしまうがそれを驚異的な自己再生（増殖）能力により補っており、更に生体エネルギー吸収能力を持つフェイゾンスプリンターを生み出す能力を持つ。また完全に液体であるため物理的衝撃が無効であり、ビームエネルギーでのみ、撃破する事が出来る。
フェイゾイド
球状のフェイゾンエネルギー生命体で、シードコアの残骸から生じた純粋なフェイゾンエネルギーの塊。本能的な知覚で敵を感知してフェイゾンエネルギーの波動で攻撃する。ダメージを受けると複数の個体に分裂する特性を持つ。一定回数の分裂を繰り返して縮小すると、敵に突進して自爆攻撃を行ってくる。
分裂後は稀にレッドフェイゾイドと呼ばれる、突然変異した希少種が発生する事がある。この個体は分裂特性を喪失しているが、耐久力が非常に高くフェイゾンエネルギーでのみ撃破する事が出来る。

## ダークエネルギー
ダークエネルギーとは、惑星エーテルにフェイゾン隕石衝突時の強力なフェイゾンエネルギーによって誕生した平行世界・ダークエーテルに蔓延する、フェイゾンに酷似した性質を持つエネルギーである。色彩は黒紫色であり、主に気体（猛毒性の瘴気）や液体（ダークウォーター）として存在するが、時間の経過に伴い高硬度に凝固・結晶化する性質も持つ。
通常世界（ライトエーテル）の存在に対しては極めて強い猛毒性・腐食性を持ち、ダークエネルギーに耐性を持たない生物（ライトクリーチャー）は大気に接触しただけでも多大なダメージを受けてしまい、付着・凝固することで対象を固めてしまう麻痺能力を有している。
ライトエーテル側の惑星エネルギー・ライトエネルギーを弱点とするが、ダークエネルギーもライトエネルギーを帯びた保護フィールド「セーフゾーン」の発生を妨害してしまう。
ダークエーテルの大気（瘴気）は基本的にフェイゾンの大気（瘴気）であるため、根本的にイングはフェイゾンに対して耐性を有している。そのため、イング族とダークエネルギーは、惑星エーテルに飛来したフェイゾンが何らかの変異を生じて誕生したものと推測されるが、詳しい発祥は不明である。

### イング
イングとは、惑星エーテルがライトエーテルとダークエーテルの2つに分割された過程で、ルミナス族のダークサイドとして誕生した、ダークエネルギーで構成された生命体である。非常に凶悪かつ無慈悲な残虐性を持つが、待ち伏せや奇襲戦法を行ったり、高位のイングが下位のイングを酷使したり、ルミナス族のエネルギー転送モジュールの用途を理解する（開発スタッフ曰く、地球の生物でいうと高度に発達したサメ並の知能との事）等、高い知能と狡猾さも併せ持つ。イングは基本形態と、黒い影のような液状化形態を使い分ける事が出来るだけでなく、必要に応じて身体の一部を触手状に変化させたりする事が出来る。作中のログブック内ではこれを変移と呼称している。
イングはいずれの種も別次元を渡るポータル（次元の歪）を自在に展開する次元転移能力を有しており、異なる空間の2点を結ぶ事でライトエーテルとダークエーテル間を瞬時に空間転移（テレポート）したり次元の狭間に位置する事が可能だが、ライトエーテルでは充満するライトエネルギーに身体を焼き尽くされてしまうためダークエーテルの大気以外では生存が不可能となっている。
そのため、ウォリアーイング以上の上級成体は、ライトエーテルに生息する存在に憑依して身を守るスナッチという能力を有する。これは身体を粒子状に変移し、他の生命体や機械類と細胞レベルで融合し、その精神を支配する能力である。スナッチ状態の生命体はダーククリーチャーと呼称され、その自由意思を奪われるだけでなく、スナッチしたイングの個体分、質量が増加するほか、ダークエネルギーの介入に伴った突然変異により、ダークエネルギーに対する耐性獲得・イング族の能力付加・異常な形態変化など、戦闘能力が大幅に強化される。また、一度に融合出来る数は標的1体につき1個体のみとは限らず、1体の標的に対し複数の個体が融合する事も可能。この精神支配に抵抗する事は不可能であり、融合もイング側が任意で解除可能なため、このスナッチ攻撃を防御する方法を講じない限りどれだけ強力な部隊・兵器を所持していたとしてもイングに対抗する術はない。
インファントイング
イング種族の幼生体。1体1体は極めて脆弱で、有効な攻撃・防御手段を持たないため、自己防衛上、群れで行動する。また知能も低く、イング以外の生命体に出会うと、無差別に体当たり攻撃を行う。
一定期間を生き延びた個体は、その成長の過程に応じて、イングレット、ウォリアーイング、ハンターイングへと変異する事が出来る。
イングレット
イング種族の最下層に位置する下級成体。壁面上に張りつき自在に這い回る変移（変形）能力を有しているが、不完全なため、不定形状態のまま壁や床面から離脱して移動する事は出来ない。
変移するとコアを露出させ、ダークエネルギー体を発射して攻撃する。身体が半液状であるため本体の強度は弱く、大抵は単独行動より数匹単位で行動を共にしている。
ウォリアーイング
イング種族の最多種である上級成体。変移能力（変形）を使用して不定形状態で壁面上を這い回り、変移すると5本足の状態で移動する事が出来る。近距離では爪先の鋭利な足で薙ぎ払い、遠距離では次元転移能力を利用しポータルからビームを発射して攻撃する。
またスティーラーイングと呼ばれる、サムスの装備を吸収して突然変異し大型化した個体も存在している。
ハンターイング
イング種族の特殊上級成体。個体数は少ないものの、セーフゾーン内の敵に対しても強い攻撃性を備えており、伸縮自在な鋭い4本の触手により主に奇襲を得意とする。
また次元転移能力を応用した位相変位能力を持ち、自身の存在する時空間の位相を変移して敵の攻撃や物質を通過したり、敵の視覚外領域に位置して姿を消す事が出来る。
ダークテンタクル
イング種族が次元の狭間で変移した攻撃形態。イングが別次元の敵に対して攻撃を行う際には、敵の近くにポータルを展開した後、体の一部を触手に変移させポータル外に出現させる。本体は次元の狭間に存在しているため直接のダメージは届かず、触手を撃破する事は出来ない。
イングストーム
イング種族の小型種。大規模な群れで飛び回り、敵と認識した相手に対しては腐食性ダークエネルギーを投射する。この腐食性ダークエネルギーの溶解力は極めて高く、ダークエネルギーの耐性を持たない限り最高硬度の合金属類でさえ溶解してしまう。
エンペラーイング
イング種族の支配種。膨大な量のフェイゾンエネルギーで変質した身体は、エネルギー制御装置から惑星エネルギーを取り込み、自身の心臓部（コア）と同化させる事で、最強のイングとなった。
アネモネ→クリサリス→スパイダーの順に形態変化を行い、多種多彩な攻撃方法を持つ。

## フェイゾンの存在する惑星
惑星フェイザからフェイゾン生命体が飛来した場合、その生命体をフェイゾンコアとして周囲の汚染が進行する。
リバイアサンによってフェイゾン汚染が生じた惑星には、汚染源として巨大なシード（シードコア）が形成される事が確認されている。
いずれにせよ汚染源を除去しない限り、最終的にその惑星はフェイザのような純粋なフェイゾンで出来た惑星に変貌してしまう。
惑星ターロンIV
元来鳥人族が生息していた惑星。豊かで動植物の楽園ともいえる惑星であったが、作中より50年前に、隕石として飛来したフェイゾン生命体によってフェイゾン汚染が発生した。鳥人族は多大な犠牲を払いつつ、メトロイドプライムが最深部に潜むフェイゾン汚染源のインパクトクレーターを封印し、汚染拡大を食い止めた。
しかし完全に汚染を除去する事は出来なかった結果変異生物が誕生しており、事件後は混乱のため鳥人族の行方も分からなくなってしまった。その後、クレーター周辺にフェイゾン採掘基地『フェイゾンマインズ』を建設したスペースパイレーツ達によって、封印が解かれようとしていた。
末期の鳥人族達は、予言により将来メトロイドプライムを倒す戦士が訪れることを知っており、惑星内には後世に残された多くの装備が存在していた。最終的にはサムスの活躍によってメトロイドプライムが撃破されると同時にフェイゾンコアが破壊され、汚染は完全に除去された。
惑星エーテル
惑星ターロンIVと同じく、作中から50年前に隕石が落下。既に惑星エネルギー枯渇の状況にあったため、衝突時の強力なエネルギーが時空のバランスを破壊し、エーテルと重なり合う別次元・惑星ダークエーテルやイングと呼ばれる凶悪な生命体の一群を誕生させてしまう。
エーテルに落下した隕石はフェイゾン生命体とは明言されていないが、フェイゾンがダークエーテルにのみ存在する、そして上記のようにダークエーテルの大気やエネルギーがフェイゾンと同質であるなど何か関連性を持つことが示唆されている。
絶滅寸前だったルミナスから、惑星エネルギー奪還の依頼を受けたサムスは、スペースパイレーツ・ダークサムス・イング族とそれを束ねるエンペラーイングを撃破して、分割された惑星エネルギーを取り戻した。これによりダークエーテルは内部のフェイゾン等もろとも消滅した。
惑星ノリオン
サムスらの活躍もありリバイアサンの撃退に成功しているが、スペースパイレーツが持ちこんだフェイゾンによって、一部地域が汚染されていた。
惑星ブリオ
惑星ノリオンと同時期に放たれたリバイアサンによって、フェイゾン汚染が発生した。
サムスが降下した頃にはダークサムスの命令を受けたスペースパイレーツによって厳重な防御網が張られており、特にシードの周辺施設は完全に制圧・シード外部に高性能のエネルギーシールドが展開されている等、容易に攻略できないようになっている。シードの内部にも、同惑星の古代ブリオニアン文明が製造した戦闘用大型ゴーレム『モゲナー』をフェイゾンを動力に修理し配備され、シードを守護している。
惑星エリシア
惑星ブリオと同様、惑星ノリオンと同時期に放たれたリバイアサンによって、フェイゾン汚染が発生した。
こちらも施設各所がスペースパイレーツに占拠されたうえ、シールド発生装置がガス惑星であるエリシアの大気の下の地表付近に配置されたため、事実上シールド発生装置は破壊不能となる。このためセロニア式爆弾（作中における核融合爆弾の一種）によってシールドの正面から強行突破がされた。シードの内部にも、フェイゾン汚染により意思を喪失した大型のエリシアン『ヘリオス』が配備され、シードを守護している。
惑星ウルトラガス
スペースパイレーツが新たな拠点としていた惑星。ダークサムスに洗脳されたスペースパイレーツ達によって、より使用可能なフェイゾン源を増やすべく真っ先にリバイアサンが放たれた。なお、洗脳されていないパイレーツ達は迎撃を試みたものの結局は失敗し、惑星ウルトラガスのパイレーツ達は全てダークサムスの支配下となった。
汚染が故意に促進されており、サムスらが発見時には惑星自体が純粋なフェイゾンへと変異しつつあった。シードには惑星防衛シールド以外にも、トラム運行用の防衛ラインが配備され、更にシード内部にはノリオンの戦闘から復活した『オメガリドリー』が登場する。
惑星フェイザ
宇宙に存在する全フェイゾンの原産地。そして惑星自体が巨大なフェイゾンエネルギーの塊で構成された、1つの巨大な生命体である。リバイアサン等のフェイゾンシードを自らの意思で他の星に送り、他の惑星に汚染を拡大する。後にダークサムスや、連邦戦艦ヴァルハラから奪取された『オーロラユニット313』の精神感応能力によって、惑星フェイザはダークサムスの意思によって制御できるようになったが、それはダークサムスとオーロラユニット313を撃破されることで宇宙の全フェイゾンが連鎖的に消滅することを意味するようになった。
ダークサムス達、フェイゾン生命体の故郷でもあるため、洗脳されたスペースパイレーツ達はここを「聖地」と呼んだ。なお、エリシアンも1000年以上前に1度だけ、偶然にも「生きた惑星」として観測した事がある。